# Rudolf Mandrella

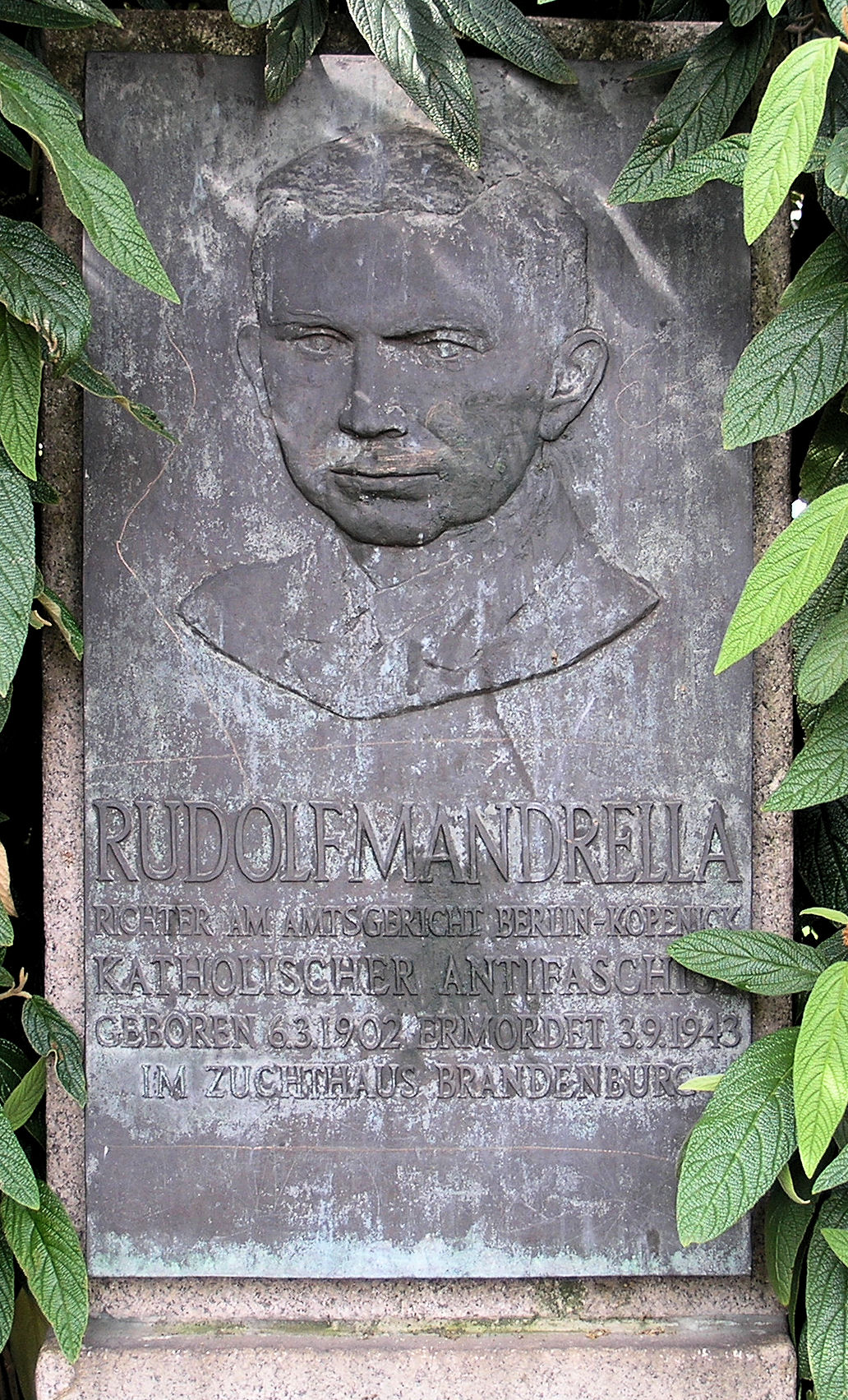
Gedenktafel am Mandrellaplatz 6, in Berlin-Köpenick

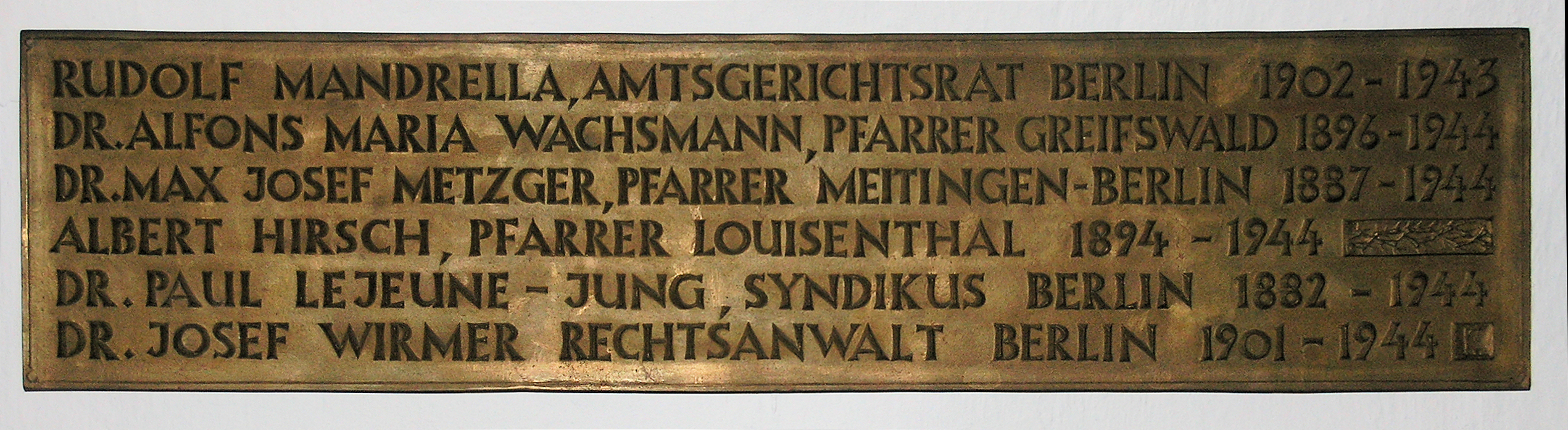
Gedenktafel der Märtyrer der NS-Zeit in der Krypta der Sankt-Hedwigs-Kathedrale in Berlin-Mitte

Rudolf Mandrella (* 6. März 1902 in Auschwitz, Polen (damals Österreich-Ungarn); † 3. September 1943 in Brandenburg-Görden) war ein deutscher Jurist, Katholik und Gegner des Nationalsozialismus.

## Leben
Nach dem Tod seines Vaters wuchs Rudolf Mandrella in bescheidenen Verhältnissen auf und konnte auf Grund seiner sehr guten schulischen Leistungen das Gymnasium absolvieren, das er 1920 mit dem Abitur beendete. In den Wirren der Zeit nach dem Ersten Weltkrieg war er zunächst deutsch-national eingestellt. Er trat dem Oberschlesischen Grenzschutz bei und nahm in dessen Reihen an den bewaffneten Auseinandersetzungen zwischen Deutschen und Polen in Oberschlesien teil. Nach dem Abitur konnte er nicht wunschgemäß studieren, sondern nahm zunächst eine Tätigkeit als Zollbeamter auf. Hier brachte er es bis zum Zollsekretär.
Vom Elternhaus im katholischen Glauben erzogen, trat Mandrella dem katholischen Jugendbund Quickborn bei. Mit finanzieller Unterstützung seiner katholischen Freunde konnte Mandrella dann doch Jurisprudenz in Berlin studieren. 1936 wurde er zum Amtsgerichtsrat beim Amtsgericht in Berlin-Köpenick berufen und bezog eine Wohnung in Berlin-Karlshorst. Hier gehörte er zur Gemeinde der Marienkirche. Zunehmend geriet Mandrella durch seinen Glauben in Widerspruch mit der Naziideologie. Bestärkt wurde er in seinen Zweifeln durch das Verbot und die Zwangsauflösung des Jugendbundes Quickborn im Jahr 1939. Der drohenden Einberufung zur Wehrmacht entging Mandrella 1941 mit einer freiwilligen Meldung zur Kriegsmarine. Zunächst war er in Kiel stationiert, wurde aber nach kurzer Zeit nach Stettin versetzt. Hier nahm er Verbindung zu einem Kreis von Geistlichen auf, die dem NS-Regime ablehnend gegenüberstanden. Mit Hilfe eingeschleuster Spitzel gelang es der Gestapo 1942 schließlich, den Kreis der Regimekritiker zu zerschlagen, die Mitglieder wurden verhaftet und vor Gericht gestellt. In einem Prozess vor dem Reichskriegsgericht in Dessau wurde Rudolf Mandrella am 12. Mai 1943 wegen Wehrkraftzersetzung zum Tode verurteilt. Im Zuchthaus Brandenburg-Görden wurde Rudolf Mandrella am 3. September 1943 hingerichtet.

## Familie
Rudolf Mandrella war verheiratet und hatte drei Kinder.

## Ehrungen
- Im Berliner Stadtteil Köpenick wurde 1947 der frühere Hohenzollernplatz (ab 1939 dann Kirdorf-Platz) vor dem Gerichtsgebäude nach Rudolf Mandrella umbenannt (Mandrellaplatz).[1]
- Die katholische Kirche nahm Rudolf Mandrella im Jahr 1999 als Glaubenszeugen in das deutsche Martyrologium des 20. Jahrhunderts auf.